# Джулешть (Біхор)
Джулешть, Джулешті (рум. Giulești) — село у повіті Біхор в Румунії. Входить до складу комуни П'єтроаса.
Село розташоване на відстані 360 км на північний захід від Бухареста, 77 км на південний схід від Ораді, 81 км на захід від Клуж-Напоки, 136 км на північний схід від Тімішоари.

## Населення
За даними перепису населення 2002 року у селі проживали 166 осіб, усі — румуни. Рідною мовою 165 осіб (99,4%) назвали румунську.